# NGC 2911
NGC 2911 est une vaste galaxie lenticulaire située dans la constellation du Lion. NGC 2911 a été découverte par l'astronome germano-britannique William Herschel en 1784.

## Caractéristiques
Sa vitesse par rapport au fond diffus cosmologique est de
La vitesse de NGC 2911 par rapport au fond diffus cosmologique est de 3 553 ± 23 km/s, ce qui correspond à une distance de Hubble de 52,4 ± 3,7 Mpc (∼171 millions d'al).
À ce jour, quatre mesures non basées sur le décalage vers le rouge (redshift) donnent une distance de 159,125 ± 160,682 Mpc (∼519 millions d'al), un échantillon de mesure totalement incohérent. Notons cependant que c'est avec la valeur moyenne des mesures indépendantes, lorsqu'elles existent, que la base de données NASA/IPAC calcule le diamètre d'une galaxie et qu'ici il vaudrait mieux utiliser la distance de Hubble.
NGC 2911 présente une large raie HI et c'est une galaxie LINER, c'est-à-dire une galaxie dont le noyau présente un spectre d'émission caractérisé par de larges raies d'atomes faiblement ionisés. C'est aussi une galaxie active de type Seyfert. De plus, il s'agit d'une radiosource à spectre plat.
En raison d'une brillance de surface égale à 14,23 mag/am2, on peut qualifier NGC 2911 de galaxie à faible brillance de surface (LSB en anglais pour low surface brightness). Les galaxies LSB sont des galaxies diffuses (D) avec une brillance de surface inférieure de moins d'une magnitude à celle du ciel nocturne ambiant.

## Trou noir supermassif
Selon une étude publiée en 2009 et basée sur la vitesse interne de la galaxie mesurée par le télescope spatial Hubble, la masse du trou noir supermassif au centre de NGC 2911 serait comprise entre 660 millions et 2,6 milliards de {\displaystyle M_{\odot }}.

## Groupe de NGC 2911
NGC 2911 est la plus grosse galaxie du groupe qui porte son nom. Selon Abraham Mahtessian, le groupe de NGC 2911 contient aussi les galaxies NGC 2913 et NGC 2914. D'autre part, le groupe de NGC 2911 est aussi mentionné dans une étude publiée en 1993 par A.M. Garcia. Dans cette étude, Garcia inclut aussi la galaxie NGC 2939 ainsi que les galaxies PGC 27167 (identifié comme étant NGC 2912, une erreur), UGC 5216 et MCG 2-25-22.